# Emma Goldman
Emma Goldman (in yiddish עמאַ גאָלדמאַן‎?; Kovno, 29 giugno 1869 – Toronto, 14 maggio 1940) è stata un'anarchica, attivista e saggista russa naturalizzata statunitense.
Svolse un importante compito nella diffusione del pensiero anarchico classico in Europa e Nordamerica.
Subì diversi arresti negli Stati Uniti d'America, i più clamorosi dei quali per avere diffuso informazioni sulle modalità di controllo delle nascite.
Costretta a lasciare gli Stati Uniti d'America sotto minaccia di deportazione, visse in seguito dividendosi tra Francia e Canada, Paese in cui trascorse gli ultimi anni.

## Biografia
Nata nella provincia russa di Kovno (ora Kaunas, Lituania) e trasferitasi poi ancora fanciulla con la famiglia di origine ebraica a San Pietroburgo, Emma ebbe un'infanzia difficile. L'ambiente familiare era dominato dalla figura autoritaria e conformista del padre, mentre il contesto sociale era caratterizzato da una latente ostilità nei confronti degli ebrei. A soli quindici anni emigrò negli Stati Uniti d'America dove, piena di entusiasmo e alla ricerca di se stessa, ebbe occasione di interessarsi tramite la stampa alle vicende giudiziarie seguite agli incidenti avvenuti a Chicago (4 maggio 1886) fra lavoratori in sciopero e polizia. Infatti, in seguito alla morte di alcuni poliziotti, erano stati arrestati cinque esponenti anarchici, particolarmente noti e combattivi, con lo scopo di colpire il movimento di emancipazione dei lavoratori. Emma Goldman fu sconvolta dalla tragica fine dei cinque rivoluzionari che furono impiccati nella piazza di Haymarket (11 novembre 1887). L'episodio fu una montatura giudiziaria, tipiche di quel periodo negli Stati Uniti d'America. Emma sentì crescere in lei l'ammirazione per quegli uomini, per il loro comportamento coerente e fiero, per le loro idee. Le loro idee divennero le sue.
Entrò in contatto dapprima con Johann Most, un anarchico tedesco che curava la pubblicazione del periodico Freiheit (Libertà). Fu lui a scoprirne l'abilità oratoria e a spingerla a tenere le sue prime conferenze in russo e in tedesco. In quel periodo Emma incontrò anche Alexander Berkman (o Sasha, come lei amava spesso chiamare), che le fu compagno di lotta e d'amore per molti anni.
Nel 1892 Henry Clay Frick, padrone di alcune fabbriche siderurgiche a Homestead (Pennsylvania), senza riconoscere alcun sindacato o organizzazione del lavoro, minacciò il licenziamento di diversi operai e dichiarò il suo potere decisionale sui salari. Persino la stampa conservatrice lamentò i suoi metodi drastici e arbitrari. Durante uno sciopero, numerosi lavoratori, tra cui un ragazzino, furono uccisi da crumiri armati, protetti dalle guardie di Pinkerton e guidati da Frick. Goldman e Berkman decisero di vendicare la morte di quegli operai. Emma procurò la pistola e discusse con il suo compagno l'azione. Il 23 luglio di quello stesso anno, Alexander Berkman entrò nell'ufficio di Frick e gli sparò a bruciapelo. Non riuscì però ad ucciderlo e Frick rimase gravemente ferito. Il ventunenne attentatore anarchico fu arrestato, processato e condannato. Le reazioni del movimento anarchico negli Stati Uniti di fronte all'attentato di Berkman furono contrastanti. Ci furono anche anarchici che rifiutarono di dare solidarietà politica a Berkman: fra questi Johann Most. Emma Goldman, sempre decisa nel suo comportamento, troncò i rapporti con lui ed il suo gruppo.
Emma Goldman divenne da allora oggetto delle pericolose attenzioni della polizia, a causa della sua instancabile attività come oratrice e come conferenziera, chiamata ora in uno Stato ora in un altro a sostenere scioperi, ad informare sul sistema capitalistico, a diffondere i suoi ideali. Collaborò anche con riviste anarchiche. Nel 1894 fu condannata ad un anno di carcere sotto l'accusa di aver "incitato alla sovversione" un gruppo di disoccupati nel corso di un comizio. Da allora in poi anche la stampa cominciò ad occuparsi regolarmente di lei, delle sue attività, delle sue vicissitudini giudiziarie e le fu applicato il soprannome di Red Emma.
È impossibile anche solo dare un'idea della vitalità mostrata da questa rivoluzionaria giovane, entusiasta e, a detta di chi la conobbe, affascinante. Tutti i principali centri degli Stati Uniti e del Canada la ebbero veemente oratrice: teatri stracolmi di gente a Boston, a New York (dove divenne un punto di riferimento per molte attiviste femministe tra le quali Maria Roda, emigrata da poco dall'Italia), a Montréal, così come ovunque la chiamassero gruppi di lavoratori in lotta. La polizia le impedì più di una volta di parlare, altre volte irruppe nella sala interrompendo il suo discorso e cercando di disperdere i partecipanti. I padroni dei teatri furono diffidati dal concedere i locali in occasione delle sue conferenze.
Nel 1906 Emma Goldman, insieme con Alexander Berkman, appena uscito di galera, iniziò la pubblicazione del giornale anarchico Mother Earth (Madre Terra). L'anno successivo partecipò al Congresso Internazionale Anarchico tenutosi ad Amsterdam ed in quell'occasione conobbe molti militanti anarchici di primo piano provenienti da tutto il mondo. Particolare impressione esercitò su di lei la figura di Errico Malatesta.
Nel decennio successivo continuò la collaborazione con Berkman. Insieme si opposero al militarismo ed al fanatismo che accompagnò lo scoppio della prima guerra mondiale e a tal fine costituirono una Lega Anti-Coscrizione che intendeva spingere i giovani a rifiutare la cartolina-precetto e a disertare. Naturalmente furono arrestati e condannati tutti e due ed espulsi dagli Stati Uniti. Fu così che si imbarcarono alla volta della Russia rivoluzionaria.
Sull'onda del loro entusiasmo, e a causa delle scarse e confuse notizie che finora avevano avuto sul movimento rivoluzionario in Russia, Berkman e Goldman non avevano compreso le profonde differenze tra il pensiero bolscevico e quello anarchico. Le stesse differenze riguardo alla concezione della rivoluzione non erano ben chiare a loro. Fu un grave abbaglio. È la stessa Goldman a raccontare nella sua autobiografia, con la consueta onestà, la gelida accoglienza riservata ad alcune sue affermazioni invitanti alla collaborazione con i bolscevichi, nel corso di un'assemblea (già allora tenuta clandestinamente) degli anarchici di Pietrogrado. La Goldman rimaneva scettica, quasi non credeva a quanto le andavano raccontando i compagni sulla vera situazione della Russia rivoluzionaria, parlando delle persecuzioni di Lenin e dei suoi seguaci contro gli anarchici e i socialisti rivoluzionari. Al di là della formale cordialità, la stima che Emma aveva conservata per i bolscevichi fino a quel momento cominciò a vacillare.
Ben più significativo fu invece il colloquio da lei avuto con il vecchio ed ammalato Pëtr Kropotkin. Il vecchio rivoluzionario le confermò quanto le avevano già detto tanti altri anarchici: la rivoluzione non era ancora stata sconfitta, c'erano ancora speranze, bisognava lottare. Ma non solo contro i nemici esterni, anche contro lo strozzamento che dall'interno i bolscevichi stavano effettuando contro le loro stesse parole d'ordine della prima ora.
Dopo la rivolta di Kronštadt (3-18 marzo 1921) repressa dall'Armata Rossa di Lev Trotsky, i due anarchici decisero di lasciare la Russia e di continuare altrove, in migliori condizioni, la lotta anarchica. Da allora l'attività di Emma Goldman riprese pur tra molte difficoltà, espulsioni, noie ed arresti. Fu a Stoccolma, a Monaco e si stabilì per un periodo a Londra. 
Rimasta sola dopo il suicidio di Berkman in Francia, nel 1936 allo scoppio della guerra civile spagnola fu a Barcellona, nella capitale dell'anarchismo catalano ed iberico, in occasione del comizio internazionale anarchico di solidarietà con la Repubblica. Aiutò l'anarchico individualista Enrico Arrigoni ed essere scarcerato.
Accanto ai rivoluzionari ed ai lavoratori accorsi da ogni dove c'era anche lei. La stessa che mezzo secolo prima aveva pianto la morte dei "martiri di Chicago" e si era ripromessa di continuare la lotta. Dopo la sconfitta dei repubblicani, si stabilì poi in Canada, dove morì nel 1940 in seguito ad un malessere che la colse durante una conferenza.

## Femminismo e diritti delle donne
Come la maggior parte degli intellettuali socialisti e anarchici della sua epoca era apertamente critica del movimento femminista in quanto prodotto della società capitalistica e quindi della classe borghese. Molte femministe contemporanee tendono ad avvicinarla al successivo anarco-femminismo, queste però risultano delle forzature alla luce dei fatti storici.
Oltre alla specifica propaganda dell'ideale anarchico, Emma Goldman tenne diverse conferenze sull'emancipazione della donna, sull'uso dei contraccettivi ed il controllo delle nascite. Assieme a Voltairine de Cleyre precorse le idee di quel movimento che troverà poi il suo sviluppo negli anni sessanta del XX secolo.
Ed a proposito della contraccezione, in una lettera inviata al compagno anarchico Max Nettlau scriveva:

## Influenza nei media
- Il personaggio di Emma Goldman appare nel musical Assassins di Stephen Sondheim.
- Appare anche nell'episodio Il topo e l'elefante della serie televisiva I misteri di Murdoch.
- La figura della Goldman appare inoltre nel romanzo di E. L. Doctorow Ragtime.
- Nel film del 1981 Reds Emma Goldman è interpretata da Maureen Stapleton, che per questo ruolo vinse l'Oscar come miglior attrice non protagonista.
- La sua frase riguardo ad una rivoluzione senza un ballo, viene parafrasata e riutilizzata da V nel film V per vendetta.
- Una sua frase sulla definizione di anarchia viene citata nella serie Sons of Anarchy.
- Il gruppo inglese Chumbawamba, nell'album A Singsong and a Scrap  le ha dedicato la canzone When Alexander met Emma

## Opere
Bibliografia in italiano:
- Emma Goldman, Quel ch'io credo, Editrice Gioventù Libertaria, Roma 1908
- Emma Goldman, Anarchia, femminismo e altri saggi, La Salamandra, Milano 1976
- Emma Goldman, Perché la rivoluzione russa non ha realizzato le sue speranze, in Pensiero e Volontà 1925
- Emma Goldman, La mia disillusione in Russia, in Gli anarchici nella rivoluzione russa di Paul Avrich, La Salamandra, Milano 1976, pp. 210–212
- Emma Goldman, La sconfitta della rivoluzione russa e le sue cause, La Salamandra, Milano 1977
- Emma Goldman, Amore, emancipazione: tre saggi sulla questione della donna, Ipazia nº 1, Ragusa 1977
- Emma Goldman, Autobiografia. Vivendo la mia vita, vol. I (1889-1899), La Salamandra, Milano 1980. Nuova edizione con nuova traduzione "Vivendo la mia vita", vol. 1 (1889-1899), Quaderni di Paola, Milano 2023.
- Emma Goldman, Autobiografia. Vivendo la mia vita, vol. II (1900-1907), La Salamandra, Milano 1981
- Emma Goldman, Autobiografia. Vivendo la mia vita, vol. III (1908-1917), La Salamandra, Milano 1985
- Emma Goldman, Autobiografia. Vivendo la mia vita, vol. IV (1917-1928), Zero in Condotta, Milano 1993
- Emma Goldman e Paul Avrich, introduzione a Che cos'è l'Anarco-Comunismo di Alexander Berkman, La Salamandra, Milano 1977
- Emma Goldman e Pietro Gori, Scritti Scelti vol. II, L'Antistato, Cesena 1968
- Emma Goldman, Femminismo e anarchia, collana Reprint, 2, (prefazione di Bruna Bianchi), Pisa, BFS, 2009,  p. 141, ISBN 978-88-89413-33-3.
- Patrick Renshaw, Wobblies: il sindacalismo rivoluzionario negli Stati Uniti, collana Storia e memoria, 31, (introduzione e cura di Roberto Massari), nuova edizione rivista e ampliata con archivio fotografico, Bolsena, Massari, 2013,  p. 383, ISBN 978-88-457-0284-6.
- Emma Goldman, Amore e matrimonio: tre saggi sulla questione della donna, collana Lampi, Roma, Elliot, 2017,  p. 57, ISBN 978-88-6993-365-3.
- Emma Goldman, Un sogno infranto, Russia 1917, collana Donne e movimenti, 2ª ed., Milano, Zero in condotta, 2018,  p. 155, ISBN 978-88-95950-50-1.
- Emma Goldman, La libertà o niente, a cura di Francis Dupuis-Déri, Milano, Elèuthera, 2023,  p. 248, ISBN 978-88-330-2194-2.